# Norman Vincent Peale
Norman Vincent Peale (Bowersville, 31 maggio 1898 – Pawling, 24 dicembre 1993) è stato un pastore protestante e scrittore statunitense, promotore della teoria del pensiero positivo.

## Biografia
Ha studiato teologia presso l'Università Wesleyana dell'Ohio e la Boston University School of Theology. Nel 1922 fu ordinato ministro metodista, ma dal 1932 fu membro della denominazione riformata "Chiesa riformata in America" (RCA) e per 52 anni pastore della Marble Collegiate Church a Manhattan. Durante questo periodo divenne noto predicatore e scrisse diverse dozzine di libri, il libro The Power of Positive Thinking (Il potere del pensiero positivo) nell'ottobre 1952, divenne un bestseller. Nel 1934, lanciò il programma radiofonico settimanale The Art of Living, che durò 54 anni e apparve in televisione.
Nel 1984, il presidente degli Stati Uniti Ronald Reagan gli ha conferito la Medaglia presidenziale della libertà (la più alta onorificenza civile negli Stati Uniti) per i suoi contributi alla teologia.

## Opere
- The Positive Power of Jesus Christ (1980) ISBN 0-8423-4875-1
- Stay Alive All Your Life (1957)
- The Power of Positive Thinking (Ballantine Books, 1996) ISBN 0-449-91147-0
- Guide to Confident Living (Ballantine Books, 1996) ISBN 0-449-91192-6
- Six Attitudes for Winners (Tyndale House Publishers, 1990) ISBN 0-8423-5906-0
- Positive Thinking Every Day : An Inspiration for Each Day of the Year (Fireside, 1993) ISBN 0-671-86891-8
- Positive Imaging (Ballantine Books, 1996) ISBN 0-449-91164-0
- You Can If You Think You Can (Fireside Books, 1987) ISBN 0-671-76591-4
- Thought Conditioners (Foundation for Christian, reprint 1989) ISBN 99910-38-92-2
- In God We Trust: A Positive Faith for Troubled Times (Thomas Nelson Inc, reprint 1995) ISBN 0-7852-7675-0
- Norman Vincent Peale's Treasury of Courage and Confidence (Doubleday, 1970) ISBN 0-385-07062-4
- My Favorite Hymns and the Stories Behind Them (Harpercollins; 1. vyd. 1994) ISBN 0-06-066463-0
- The Power of Positive Thinking for Young People (Random House Children's Books, 1955) ISBN 0-437-95110-3
- The Amazing Results of Positive Thinking (Fireside, 2003) ISBN 0-7432-3483-9
- Stay Alive All Your Life (Fawcett Books, 1996) ISBN 0-449-91204-3
- Faith Is the Answer: A Psychiatrist and a Pastor Discuss Your Problems (Kessinger Publishing, 2007) ISBN 978-1-4325-7000-2 (+ Smiley Blanton)
- Power of the Plus Factor (A Fawcett Crest Book, Ballantine Books, 1987) ISBN 0-449-21600-4
- This Incredible Century (Peale Center for Christian Living, 1991) ISBN 0-8423-4615-5
- Sin Sex Self Control (Fawcett, 1977) ISBN 978-0-449-23583-6